# Almoraviden
De Almoraviden (Berbers: Imrabḍen, امرابدن Arabisch: المرابطون, al-Murabitun) waren de heersers over het eerste grote islamitische rijk dat door Berbers in het huidige Marokko gesticht werd en die tot de Sanhaja behoorden.
Zij werden in 1147 verslagen door de Almohaden. Een aan hen verwante dynastie, de Banu Ghaniya, zou nog tot 1203 vanuit Mallorca over de Balearen en gebieden in Algerije heersen.

## Geschiedenis

### Opkomst
De Almoraviden hebben hun oorsprong in de 9e-eeuwse westelijke Sahara (het huidige Mauritanië), waar de plaatselijke Sanhaja stammen in contact kwamen met de islam en een serie van militaire campagnes lanceerden tegen gebieden in West-Afrika en Zuid-Marokko. Deze coalitie van Sanhaja stammen (de Lamtuna, de Massufa, de Banu Warith en de Gudala) controleerde vervolgens het zuidelijke deel van de trans-Saharaanse goudhandel, wat het enorme rijkdommen moet hebben opgeleverd. Na het instorten van dit rijk in de 10e eeuw, werden de meeste van deze gebieden bezet door het Koninkrijk Ghana (niet te verwarren met het huidige Ghana) in het zuiden en de Maghrawaden van Sijilmasa in het noorden.     
In de 11e eeuw begon de Gudala spirituele leider Yahya ibn Ibrahim, te prediken in de moskeeën. De Sanhaja waren op dat moment maar oppervlakkig moslim, zodat hij in 1046 een beroep deed op de theoloog Abdallah ibn Yasin (zelf een Shanhaji, van de Jazula stam uit de omgeving van Khémisset) om onder de Berbers van Mauritanië te komen preken. Onder de Gudala brak vervolgens een rebellie uit tegen de islamitische wetten die door Ibn Yasin werden ingesteld, waarna deze moest vluchten voor zijn leven. In deze zelfde periode wilde Yahya ibn Umar Lamtuni, een leider van de Lamtuna stam, de oude Sanhaja coalitie nieuw leven inblazen. Om dit te bereiken ontving hij de verbannen Ibn Yasin. Ibn Yasin predikte een anti-tribale islam, wat als muziek in de oren moet hebben geklonken bij Ibn Umar en zijn droom van een verenigde Sanhaja. De twee begonnen vervolgens met de militaire verovering van de Lamtuna, Masufa en de Gudala stammen. 
In Sijilmasa waren de Zenata heersers ondertussen angstig geworden voor een coalitie van de zuidelijke stammen en steunden stammen die vijandig stonden tegenover het groeiende koninkrijk van Ibn Umar. In 1054 trok Ibn Umar op naar het noorden en kon hij de Maghrawaden verslaan en Sijilmasa innemen. Sijilmasa was in deze periode een van de belangrijkste steden van de Maghreb en met deze verovering werden de Almoraviden voor het eerst een gevestigde naam in Noord-Afrika.
Hierna besloot Ibn Umar om zijn macht te verspreiden over de zuidelijke grens van de trans-Saharaanse goudroute, waarbij hij het koninkrijk Ghana binnenviel en de belangrijke citadel van Aoudaghost kon innemen. Plotseling slaagden de Zenata erin om Sijilmasa weer in te nemen, waarna hij naar het noorden optrok. Voordat zij aankwamen kwam het nieuws bij hem aan dat de Gudala stammen in opstand waren gekomen en uit de coalitie waren gestapt. Dit gaf de Almoraviden het akelige vooruitzicht op een tweezijdige oorlog, zodat Ibn Umar besloot zijn grote leger te verdelen: met een deel trok hij zelf naar het zuiden tegen de Guzala, terwijl zijn broer Abu Bakr aan het hoofd van het andere deel tegen Sijilmasa optrok. 
Het leger van Ibn Umar trof de Guzala rond Adrar in centraal Mauritanië. Het resultaat was een ramp voor de Almoraviden: het leger werd overrompelend verslagen en Ibn Umar overleed. Zijn broer Abu Bakr volgde hem op en begon onmiddellijk met de verovering van Sijilmasa (in 1056) en Marokko. Ook Algerije tot Algiers behoorde tot hun gebied, en in 1070 wordt Marrakesh (oftewel Marrakuc) gesticht als de hoofdstad voor het Almoravidenrijk. Ze versloegen in Noord-Afrika de Barghawata en de Fatimiden. Ook verder zuidelijk werd een groot gedeelte van West-Afrika veroverd, zoals het koninkrijk Ghana en vele belangrijke handelssteden en oases van de karavaan routes in de westelijke Sahara, zoals Timboektoe en Audoghast.

### De Almoraviden in Iberië

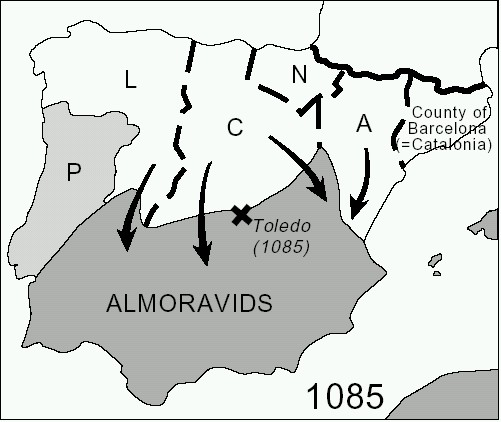
De Almoraviden in het Iberisch Schiereiland

In 1086 was Alfons VI van Castilië en León sterk genoeg om de Taifa's in Spanje te verslaan. De Taifa's waren verzwakt door conflicten tussen de prinsen van verschillende rassen, vooral de Berbers en Arabieren, die tegen Alfons VI geen stand konden houden. De koningen van Sevilla en Granada riepen de islamitische Almoraviden te hulp, en onder de leiding van de geharde krijger Yusuf ibn Tashfin - de eerste bestuurder die zich "Emir Almuslimien" (Emir van de Moslims) noemde in plaats van "Emir Almouminien" (Emir van de gelovigen) - staken de Almoraviden de straat van Gibraltar over naar Spanje en werd Alfons VI in één dag verslagen in de Slag bij Zallaqa. Gedurende hun oversteek naar Spanje, was alleen de Ziriden koning van Granada vrijgesteld van het betalen van beschermingsgeld aan de christenen.
In tegenstelling tot wat er soms beweerd wordt, bleven de Almoraviden niet in Spanje om er over te heersen, maar ze keerden terug naar hun rijk in het zuiden. Alfons bouwde zijn leger opnieuw op, en bedreigde opnieuw de Taifa's. Al-Mu'tamid ibn Abbad, Taifa-heerser van Sevilla riep ook deze keer weer de Almoraviden te hulp. In 1088 vielen de Almoraviden de christenen opnieuw aan, maar deze keer was er geen samenwerking met de Taifa's. De Taifa's vreesden dat de Almoraviden zouden blijven, en werkten liever samen met de christenen. Daarom vond Ibn Tashfin de Taifa's niet meer geschikt om het rijk van de moslims in het noorden te beschermen. Op deze wijze kreeg hij een rechtvaardiging voor de inlijving van Spanje in het Almoravidenrijk van de theologen, vooral de Perzische theoloog Alghazali.
Verder konden de Almoraviden Ghana (dat rijk was aan goud) en Mali onderwerpen.

### Ondergang
Nadat Yusuf ibn Tashfin stierf, volgde zijn zoon Ali ibn Yusuf hem op, maar deze was meer met het geloof bezig dan met het bestuur van het land. Hij gaf de theologen de prioriteit in zijn imperium, die vervolgens de godsdienst gebruikten voor hun eigen belangen, zonder het islamitische rijk te verstevigen. In deze achteruitgang begonnen de Imouharen volgens hun gewone leefstijl te leven (zoals de vrouwen zonder hoofddoeken, meer gelijkheid tussen man en vrouw, en het drinken van wijn). Als hoogtepunt hiervan geldt het verbranden van de boeken van Al-Ghazali, die volgens de heersende theologen geen echte gelovige was.
In 1146 werd Marrakesh veroverd door een andere Berberse dynastie, die van de Almohaden. De laatste Almoravidische koning Ishaq ibn Ibrahim werd daarbij gedood.

## Cultuur

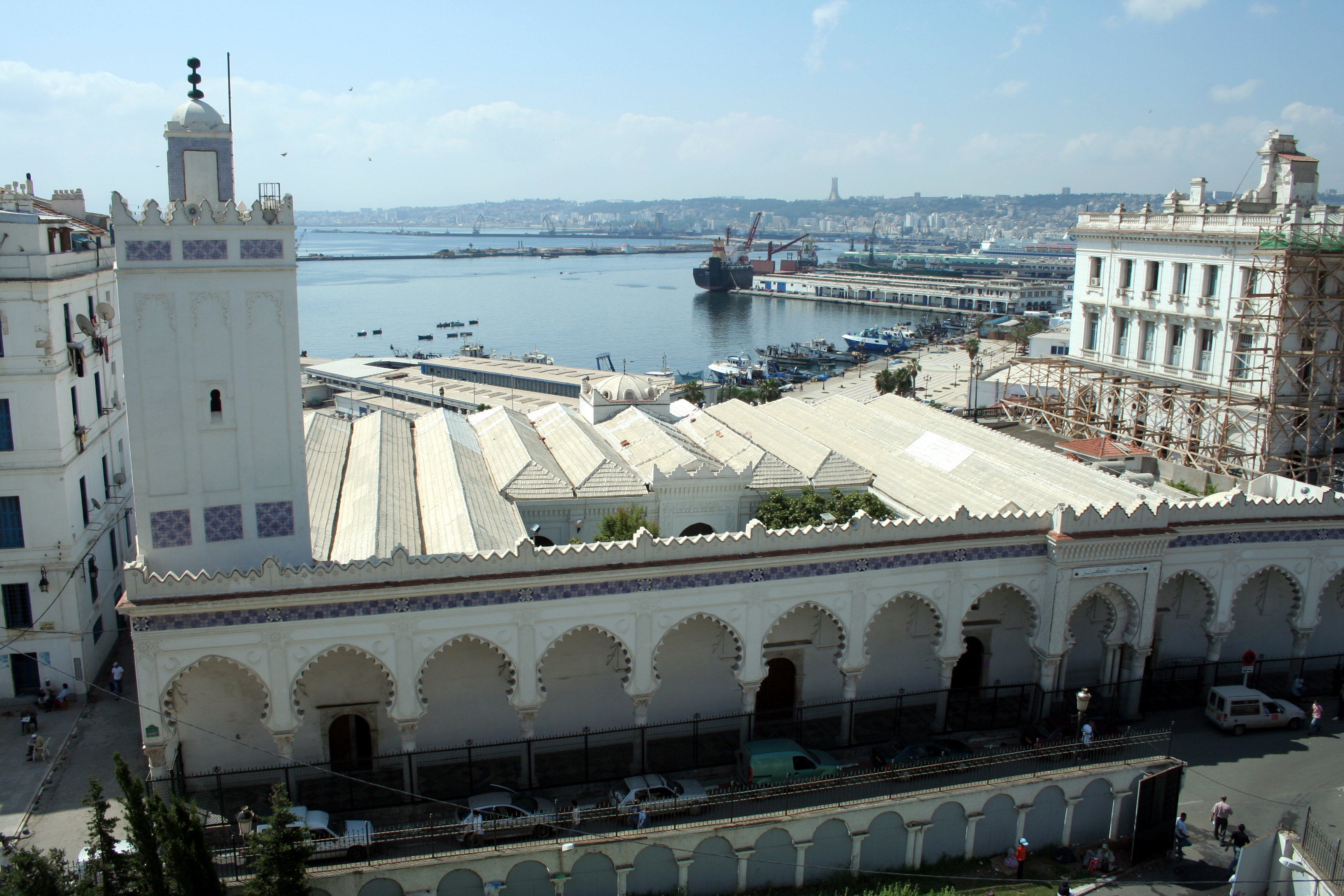
De Grote Moskee van Algiers gebouwd door de Almoraviden.

Onder de Almoraviden vond een enorme opleving plaats van de intellectuele activiteiten. Ondanks de spaarzame en strikt-islamitische doctrine die zij naleefden, stonden de heersers open voor wetenschappers en filosofen. Tijdens hun bewind (en dat van de Almohaden) zouden enkele van de grootste geleerden van het islamitische Spanje en de Maghreb actief zijn: Averroes, al-Rundi, Al-Bakri, Avempace, Ibn Tufayl, etc.
Opmerkelijk is de belangrijke rol die vrouwen in hun samenleving speelden. De vrouwen onder de Almoraviden hadden veel vrijheid en stonden vaak in de positie om te regeren. Een voorbeeld daarvan is de vrouw van Almoravidenleider Yusuf ibn Tashfin, Zaynab Nafzawiyyat, die actief bezig was met het leiden van het rijk naast haar man. Ook onder de Ziriden (een andere Sanhaja groep) speelden vrouwen een belangrijke rol. Ibn Buluggin, de laatste Ziriden koning van Granada schreef in zijn beroemde autobiografie, uitvoerig over de rol die vrouwen speelden in zijn gebieden en die van zijn voorouders. Hij beschreef hoe in belangrijke Berberse families de vrouwen bijeen kwamen en gezamenlijk politieke adviezen verkondigden, die vervolgens aan de leider werd voorgedragen. In Al-Andalus was er veel kritiek op de Berbers en hun omgang met vrouwen.
De Almoraviden ontwikkelden een eigen en unieke architecturale stijl. Weinig is daarvan overgebleven, omdat de Almohaden in hun veroveringen veel van deze gebouwen hebben vernietigd. Anders dan die van de Almohaden, zijn gebouwen uit deze periode decoratief zeer uitbundig. De bekendste daarvan is de Grote Moskee van Tlemcen.

## Godsdienst

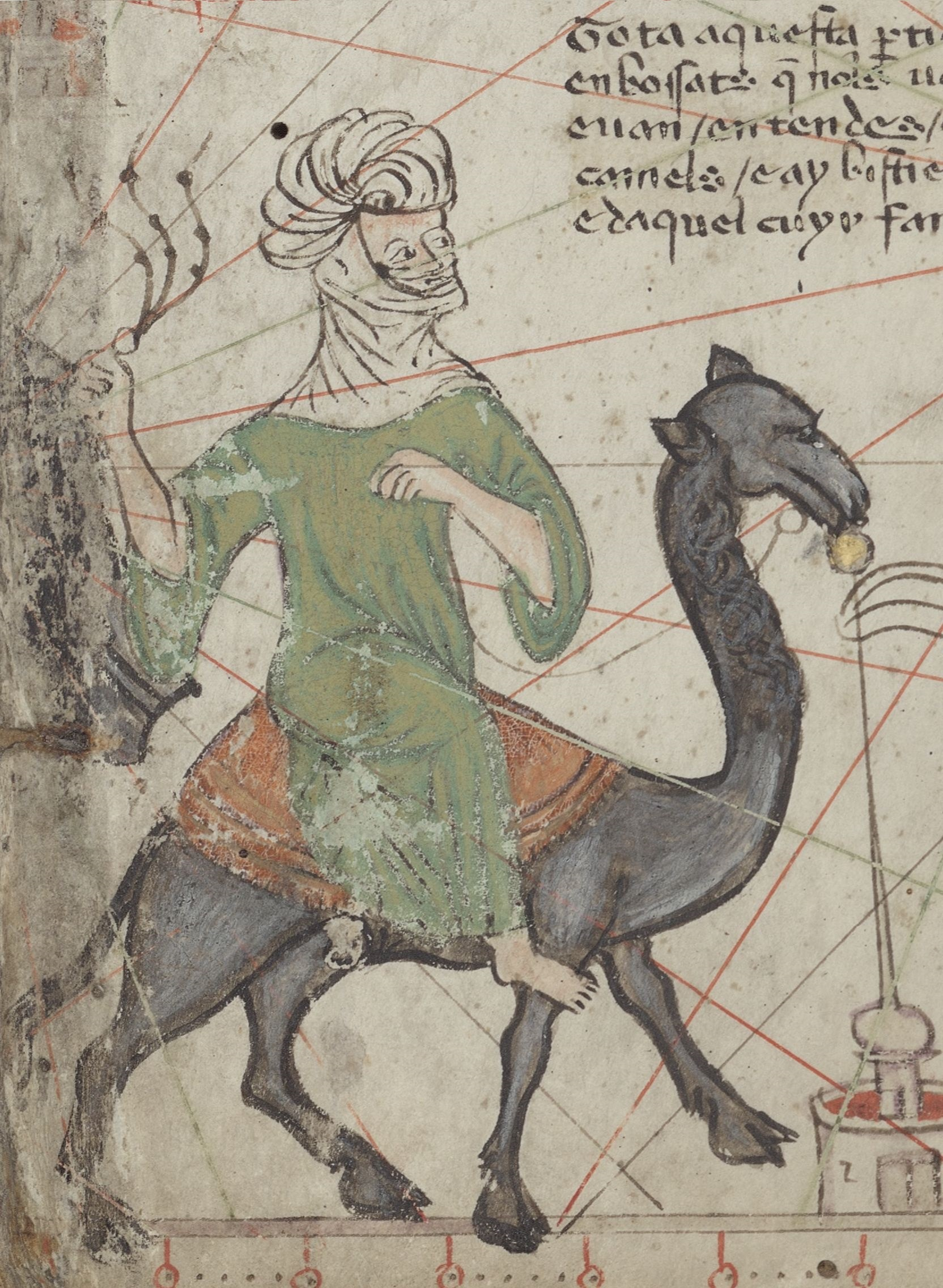
Afbeelding van Abu Bakr ibn Umar al-Lamtuni in de Catalaanse Atlas (waarin hij "Rex Bubecar" wordt genoemd) in de omgeving van de rivier de Senegal, 1413. Abu Bakr was bekend om zijn veroveringen in Afrika.

De Almoraviden hingen een strenge vorm van islam aan van de traditionele maliki-school. De Iberische taifa's zagen ze als hedonistisch. Er kwamen strengere lijfstraffen op het nalaten van geloofsvoorschriften. Ze verlichtten de belastingen op moslims, omdat ze veel daarvan als religieus ongeoorloofd zagen. Ze legden veel belang op de djihad, die volgens hen de opdracht van ibn Yasin insloot. Tussen 1070 en 1100 veranderde de opportunistische oorlogsvoering tussen islamitische en christelijke heersers in Iberië met bondgenootschappen over en weer toenemend in een godsdienstoorlog.
Ze herinvoerden ook een strenge handhaving van de dhimma-voorschriften in al-Andalus. Deze was deels gericht op het herstellen van traditionele islamitische richtlijnen zoals het verbod op wijn en deels op het aanscherpen van de grenzen tussen moslims en nietmoslims. De speciale belasting voor dhimmi's werd weer geïnd. Moslims mochten niet meer in dienst zijn als schoonmakers of badhuisbedienden van joodse of christelijke bazen. Joden en christenen mochten geen belangrijke publieke functies uitoefenen, mochten zich niet kleden als islamitische notabelen en moesten een merkteken dragen. Joden mochten niet meer als slagers werken voor moslims. Een prominent zichtbare kerk in Granada werd in 1099 verwoest. Veel christenen migreerden noordwaarts, vaak uit angst voor vergelding na samenwerking van een (deel van een) gemeenschap met christelijke aanvallers uit het noorden. Ook trokken joden uit al-Andalus weg, onder meer naar het noorden van Castilië of naar Noord-Afrika. Blijvers stonden onder toegenomen druk, maar niet onder dwang van het Almoravidische gezag, om zich tot de islam te bekeren, waardoor de joodse en christelijke gemeenschappen in al-Andalus krompen. Daarentegen bleven de Almoraviden ook de rechtsbescherming, die de speciale status van dhimmi's inhield, erkennen, in tegenstelling tot de latere Almohaden.

## Heersers
- 1042-1043: Yahya ibn Umar al-Lamtuni
- 1043-1055: Abdallah ibn Yasin
- 1055-1071: Abu Bakr ibn Umar
- 1071-1106: Yusuf ibn Tashfin
- 1106-1143: Ali ibn Yusuf
- 1143-1145: Taschfin ibn Ali
- 1145-1146: Ibrahim ibn Taschfin
- 1146-1147: Ishaq ibn Ali